# Protojerej

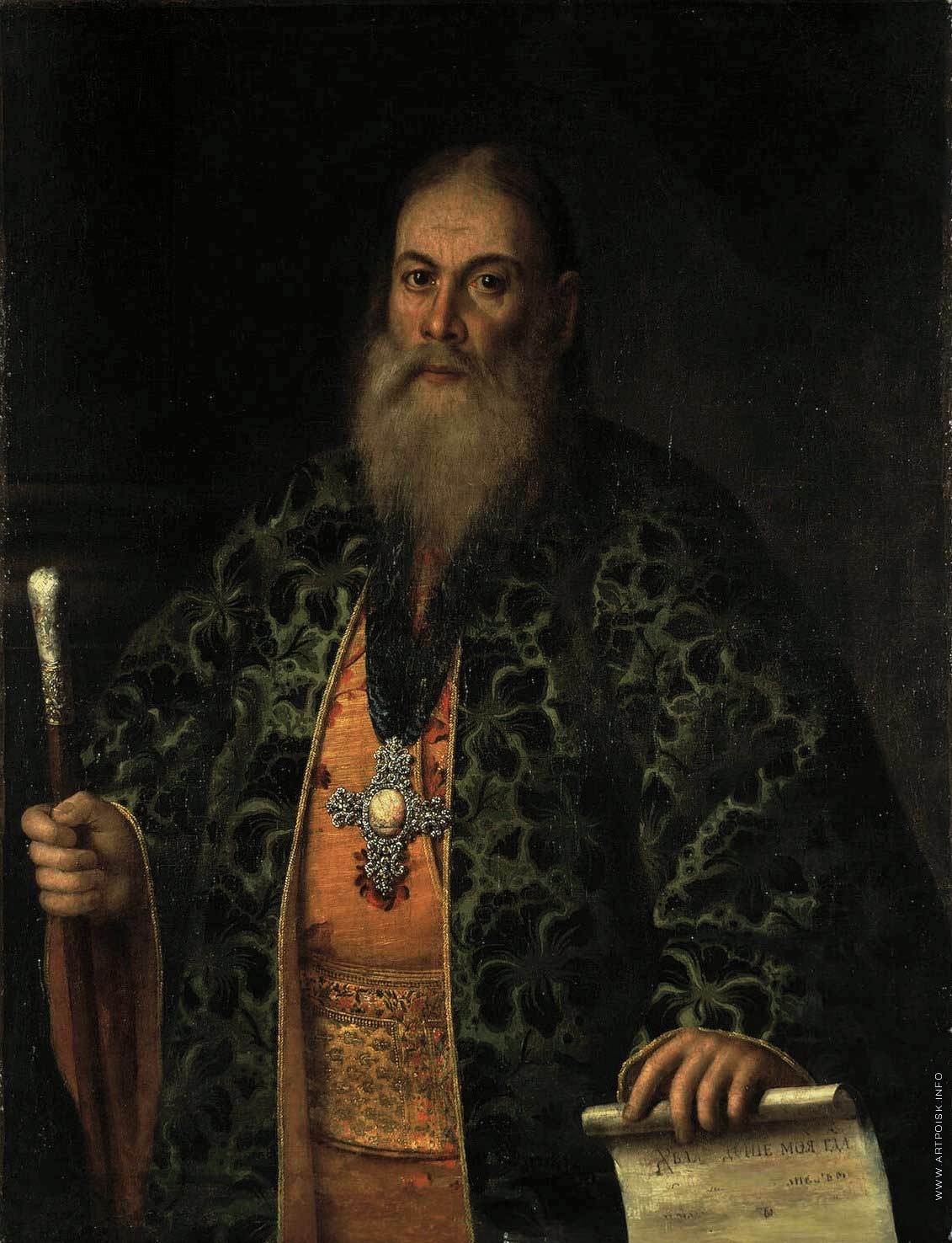
Protojerej Fjodor Dubjanskij, zpovědník careven Jelizavěty I. Petrovny a Kateřiny II. Veliké (portrét od Alexeje Antropova, roku 1761)

Protojerej (rusky Протоиерéй, řecky πρωτοιερεύς – velekněz) je výraz pocházející z řeckých slov πρώτος / protos — první a ἱερεύς / jereís — duchovní, kněz) a představuje kněžský titul, který získává osoba bílého kléru jako poctu v pravoslavné církvi a v řeckokatolických církvích. 
Protojerej je obvykle představeným chrámu. Vysvěcení do hodnosti protojereje se provádí skrze chirotesii. 
V moskevském patriarchátu se protojerejství neuděluje dříve než po pěti letech po udělení vyznamenání náprsního kříže nebo po deseti letech po chirotonii za podmínky jmenování do hodnosti představeného. Se souhlasem patriarchy může archijerej jmenovat protodiákona na protojereje okamžitě. V české pravoslavné církvi podmínky striktně definovány nejsou. 

## Charakteristika
Oslovení protojerej ve slavnostních či oficiálních projevech je obvykle „Vaše Vysokodůstojnosti“ („Ваше Высокопреподобие“). Současně užívání přívlastku „důstojný“ („преподобный“) („vysokodůstojný“ – „высокопреподобный“) se pak objevovalo v osloveních představitele duchovenstva katolické tradice. Dřívějšího běžného oslovení protojereje „Vaše Vysokoblaženosti“ („Ваше Высокоблагословение“) se v současnosti již prakticky neužívá.
Při bohoslužbách (při vyloučení liturgie) si duchovní (jerejové, protojerejové, jeromoanachové) na podřízník (sutanu) a řízu oblékají epimanikia, felon (řízu) a epitrachil.

## Mitroforní protojerej

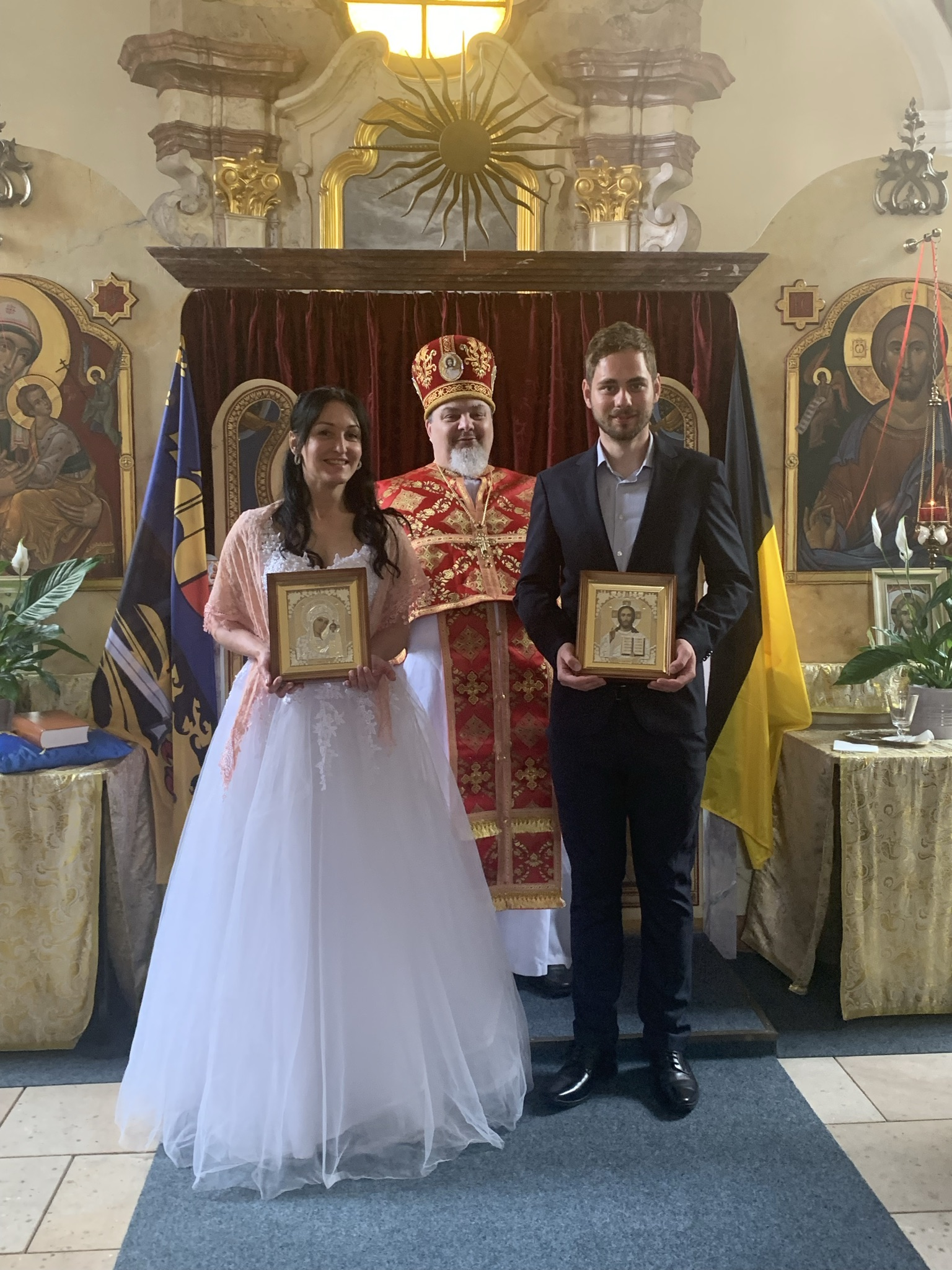
Mitroforní protojerej Šantin s kněžskou mitrou při pravoslavném svatebním obřadu

Pokud je protojereji uděleno biskupem právo užívat mitru, je nazýván mitroforní protojerej. Jedná se o nejvyšší vyznamenání, které může být bílému duchovenstvu (neboli ženatým kněžím) uděleno. Na rozdíl od (arci)biskupské mitry není protojerejská opatřena křížem na jejím vrcholu.